# Darifenacin
A darifenacin egy szelektív M3 muszkarinreceptor antagonista.
A hiperaktív hólyag szindrómás betegeknél előforduló késztetéses inkontinencia és/vagy gyakori és sürgető vizelési inger tüneti kezelése használják.

## Hatása
Az M3 receptor a legfontosabb altípus, mely a húgyhólyagizomzat kontrakcióját szabályozza. Nem ismert, hogy ez az M3 receptor iránti szelektivitás a hiperaktív hólyag szindróma kezelésekor klinikai előnyökben is megnyilvánul-e.
Akaratlan hólyag-összehúzódásokban szenvedő betegeken darifenacinnal végzett cystometriás vizsgálatok szerint fokozódott a hólyagkapacitás, növekedett az instabil kontrakciókhoz vezető térfogatküszöb, és csökkent az instabil detrusor kontrakciók gyakorisága.

## Készítmények
EMSELEX 

## Fordítás
- Ez a szócikk részben vagy egészben  a   Darifenacin című angol Wikipédia-szócikk ezen változatának fordításán alapul.  Az eredeti cikk szerkesztőit annak laptörténete sorolja fel. Ez a jelzés csupán a megfogalmazás eredetét és a szerzői jogokat jelzi, nem szolgál a cikkben szereplő információk forrásmegjelöléseként.